# Время релаксации
Время релаксации — период времени, за который амплитудное значение возмущения в выведенной из равновесия физической системе уменьшается в {\displaystyle e} раз ({\displaystyle e} — основание натурального логарифма), в основном обозначается греческой буквой {\displaystyle \tau }.
Согласно принципу Ле Шателье — Брауна, при отклонении физической системы от состояния устойчивого равновесия возникают силы, которые пытаются вернуть систему к равновесному состоянию. Если в состоянии равновесия некоторая физическая величина {\displaystyle f} имеет значение {\displaystyle f_{0}}, причём отклонение от равновесия {\displaystyle |f-f_{0}|\ll f_{0}}, то в первом приближении можно считать, что эти силы пропорциональны отклонению. Кинетическое уравнение для величины {\displaystyle f} запишется в виде
{\displaystyle {\frac {df}{dt}}=-\lambda (f-f_{0})},
где {\displaystyle \lambda } — некоторый параметр, а знак минус указывает на то, что реакция системы на возмущение приводит к возвращению к равновесному состоянию.
Время релаксации
{\displaystyle \tau ={\frac {T}{\lambda }}}
В таком случае величина {\displaystyle f} будет изменяться по закону:
{\displaystyle f(t)=f_{0}+\Delta f_{0}e^{-t/\tau }},
где {\displaystyle \Delta f_{0}=f(0)-f_{0}} — начальное возмущение.

## Использование
Приближение времени релаксации широко используется при описании кинетических процессов в физике, когда речь идет о кинетике установления равновесного состояния. Переход от неравновесного состояния к равновесию сопровождается диссипацией энергии и является необратимым процессом. Установление равновесия часто проходит в несколько этапов, которые характеризуются своими отдельными временами релаксации. Так, при возбуждении молекул светом установление теплового равновесия происходит за время порядка {\displaystyle 10^{-12}} с, а вот люминесценция — излучение света возбуждёнными состояниями, может иметь характерные времена порядка микросекунд и даже наносекунд.
При описании многих физических процессов время релаксации берётся как феноменологический параметр, однако в отдельных случаях его можно определить через параметры микроскопических процессов, таких как вероятность квантовомеханического перехода или сечение рассеяния.